# Takamura Monogatari
O Takamura Monogatari (篁物語, literally "tale of Takamura") , também chamado de Takamura Nikki (篁日記, "diário de Takamura")  ou Ono no Takamura shū (小野篁集, "antologia poética de Ono no Takamura"), é um uta monogatari japonês que foi escrito em qualquer época entre meados do período Heian e o início do período Kamakura. Está em um volume e consiste em duas seções distintas. A primeira seção descreve o trágico caso de amor do jovem Ono no Takamura com sua meia-irmã. A segunda seção é considerada de um autor diferente e é datada um pouco mais tarde que a primeira. Ambos os autores são desconhecidos, e os poemas atribuídos a Takamura no conto são tratados, na melhor das hipóteses, como duvidosos.